# Nanoadsorbitore
Un nanoadsorbitore è una particella nanometrica in grado di sequestrare, ed eventualmente degradare, molecole e composti di vario tipo, fra cui inquinanti e contaminanti presenti nel suolo, nell'aria e nell'acqua. La nanoscala migliora la capacità di adsorbimento e la reattività di questi materiali, i quali possono essere un'alternativa valida per affrontare problemi di risanamento ambientale in situ, come il recupero di falde acquifere contaminate, il trattamento di fonti d'acqua superficiali e di acque reflue industriali, la degradazione di inquinanti atmosferici.
I nanomateriali più studiati per queste applicazioni sono alcuni metalli e ossidi di metalli (come Fe3O4, MnO2, TiO2, ZnO, ecc.), le nanoparticelle basate sul carbonio (nanotubi, grafene, fullereni, ecc.) e le nanoparticelle ibride. Recentemente, la ricerca si sta concentrando anche su materiali nanocompositi a matrice polimerica e su materiali nanoporosi. Per molti di questi nanosistemi, il passaggio completo dalla scala sperimentale in laboratorio all'effettivo utilizzo pratico su larga scala è tuttora in corso.

## Meccanismi di adsorbimento
Il processo di adsorbimento è un fenomeno superficiale nel quale il materiale adsorbito si accumula sulla superficie dell'adsorbente grazie all'instaurazione di forze intermolecolari; queste dipendono dalle specie coinvolte, ma in generale i processi vengono classificati come:
- Adsorbimento fisico: la sostanza adsorbita è legata alla superficie con deboli forze di Van der Waals. Non è specifico, può essere monostrato o coinvolgere più strati, non c'è dissociazione degli adsorbitori, non c'è trasferimento di elettroni ma può avvenire la polarizzazione della sostanza adsorbita;
- Adsorbimento chimico: la sostanza è trattenuta tramite legami di tipo chimico (orbitali elettronici in comune). Non è specifico, è monostrato e può avvenire la dissociazione delle specie adsorbanti.[1][4]

Concettualmente questa distinzione è utile, ma possono verificarsi molti casi intermedi, nei quali non sempre è possibile fare una distinzione univoca. In queste situazioni particolari possono essere usati i parametri termodinamici (ΔG, ΔH e ΔS) correlati al processo di adsorbimento per definirne l'intensità e quindi la tipologia.
L'adsorbimento è un fenomeno che si differenzia dall'assorbimento (quest'ultimo prevede che le molecole penetrino all'interno del materiale) ed è legato alla minimizzazione dell'energia superficiale. Tutti i corpi possiedono una certa energia superficiale perché, rispetto all'interno del materiale, dove tutti i legami atomici sono soddisfatti, in superficie gli atomi non sono completamente circondati da altri atomi e non possono formare tutti i legami che permetterebbero di ridurre l'energia libera e di arrivare ad una situazione di equilibrio. In tal senso, l'energia superficiale viene definita come un eccesso di energia dovuto proprio all'esistenza di una superficie. Nei sistemi nanometrici, caratterizzati da un'elevatissima superficie in rapporto al volume, quest'energia aumenta drasticamente; ai fini della sua riduzione, le nanoparticelle attuano una serie di meccanismi, tra i quali, appunto, l'adsorbimento superficiale di altre specie. Più è grande l'area superficiale e più saranno elevate la capacità di adsorbimento e la reattività superficiale; da questo concetto derivano le potenzialità dei nanosistemi.
Considerando un adsorbitore immerso in una soluzione, può essere calcolata la capacità di adsorbimento all'equilibrio q_e, definita come quantità di sostanza adsorbita per unità di peso dell'adsorbitore (mg/g) come:
{\displaystyle q_{e}={\frac {V(C_{0}-C_{e})}{m}}}
, dove V è il volume della soluzione (L), m è la massa dell'adsorbitore (g), {\displaystyle C_{0}} e {\displaystyle C_{e}} sono rispettivamente la concentrazione iniziale e quella all'equilibrio della sostanza adsorbita (mg/L).
Solitamente la massima capacità di adsorbimento è valutata utilizzando le isoterme di adsorbimento, che mostrano la quantità di soluto adsorbito per unità di peso dell'adsorbitore ({\displaystyle q_{e}}), in funzione della concentrazione all' equilibrio del soluto rimanente in soluzione ({\displaystyle C_{e}}), a temperatura costante. Sono stati derivati numerosi modelli analitici delle isoterme di adsorbimento, ognuno dei quali considera diverse assunzioni di base.
Fra questi modelli, i più comunemente usati sono quello di Langmuir e quello di Freundlich. Il primo rappresenta l'adsorbimento monostrato tra l'adsorbitore e il soluto; presuppone che l'adsorbimento avvenga su specifici siti omogenei sulla superficie dell'adsorbitore e che ogni singolo sito si leghi ad una singola molecola. Le isoterme di Langmuir suggeriscono l'omogeneità della superficie dell'adsorbitore, considerandola composta da piccoli siti energeticamente equivalenti dal punto di vista dell'adsorbimento. Il modello di Freundlich, invece, descrive un adsorbimento eterogeneo non ideale e prende in considerazione anche la rugosità della superficie adsorbente e l'adsorbimento multistrato.
Per analizzare i tassi di adsorbimento e le reazioni coinvolte sono necessari anche dei modelli cinetici, che considerano la relazione tra la concentrazione dei reagenti e il tempo di contatto. Sono stati proposti diversi modelli:
- cinetica di pseudo-primo ordine: usata per determinare la capacità di adsorbimento in un sistema liquido-solido,
- cinetica di pseudo-secondo ordine: usata solamente per sistemi solidi,
- modello di diffusione intra-particella: descrive il tasso di adsorbimento come dipendente dalla velocità dell'adsorbato verso l'adsorbente.[5][1][7]

### Fattori che influenzano l'adsorbimento
Il fenomeno dell'adsorbimento è influenzato anche da altri parametri, come pH della soluzione, temperatura, tempo di contatto tra le due sostanze e morfologia superficiale dell'adsorbitore.
Il pH ha grande impatto sul processo: a pH molto bassi, gli ioni {\displaystyle {\ce {H+}}} presenti in elevata concentrazione possono protonare i gruppi funzionali e dare luogo a repulsione elettrostatica con gli ioni che dovrebbero essere adsorbiti (ad esempio ioni di metalli pesanti), oppure possono competere con gli stessi ioni per andare ad occupare i siti attivi disponibili sul materiale adsorbente; a pH elevati, invece, gli ioni {\displaystyle {\ce {OH-}}} tendono a far precipitare gli ioni metallici formando dei complessi, impedendo così il loro adsorbimento. Al variare del pH varia, quindi, il potenziale elettrico sulla superficie delle nanoparticelle e si può avere un eccesso di carica positiva o di carica negativa; questo indica la tipologia del meccanismo di adsorbimento, che sarà anionico nel primo caso e cationico nel secondo.
Il pH determina anche la stabilità dei nanoadsorbitori in soluzione. Infatti, se la superficie di tutte le nanoparticelle risulta caricata con lo stesso segno, si ha una stabilizzazione di tipo elettrostatico perché queste non tenderanno ad agglomerarsi (l'agglomerazione nei nanosistemi è favorita, sempre per questioni relative alla minimizzazione dell'energia superficiale). In tal senso, è importante conoscere, per ogni materiale adsorbente, il valore di pH per il quale la sua densità di carica superficiale netta è nulla, cioè il punto di carica zero (PZC), ed allontanarsene il più possibile, in modo da selezionare il pH più appropriato per far avvenire il processo di adsorbimento senza rischiare la precipitazione delle nanoparticelle in soluzione.
Una delle soluzioni possibili per migliorare la stabilizzazione delle nanoparticelle e poterne aumentare la concentrazione in soluzione è la funzionalizzazione della loro superficie. Questa può essere fatta rivestendo le particelle con altre molecole (agenti cappanti), le quali occupano lo spazio con il loro ingombro sterico evitando l'agglomerazione del nanosistema. Spesso, gli agenti cappanti sono anche dotati di una carica e, in questo caso, si ha una stabilizzazione elettrosterica.
La funzionalizzazione permetterebbe anche di aumentare la capacità di adsorbimento, la selettività delle nanoparticelle e l'abilità di recuperarle dalla soluzione dopo il trattamento. La selettività è la maggiore affinità dei nanoadsorbitori verso un inquinante specifico ed è una proprietà molto importante, perché aumenta l'efficienza evitando che i siti attivi delle nanoparticelle vengano occupati da sostanze che non sono contaminanti; diversi tipi di molecole possono venire usate a questo scopo, ad esempio è stato testato il mercaptopropile su nanoparticelle di silice. Ad oggi, il problema principale relativo alla funzionalizzazione risiede nella difficoltà dei processi di sintesi, i quali sono ancora in fase di sviluppo.
Per quanto riguarda l'effetto del tempo di contatto, da alcuni studi è emerso che l'efficienza di adsorbimento cresce costantemente con il tempo di contatto per un primo periodo e poi rallenta una volta che i siti attivi sono stati occupati, divenendo indipendente dal tempo di contatto a causa dell'instaurarsi di un equilibrio.
Altri studi hanno indagato l'effetto della temperatura, evidenziando un aumento dell'efficienza di adsorbimento con l'aumento iniziale della temperatura; questo a causa della riduzione della viscosità della soluzione, che porta ad un aumento della diffusione delle specie coinvolte. Tuttavia, lo stesso aumento di temperatura può portare ad una maggiore mobilità degli ioni adsorbiti, causandone il distaccamento dall'adsorbente e quindi peggiorando l'adsorbimento.
Anche un aumento della concentrazione di nanoparticelle adsorbenti aumenterebbe il numero di siti attivi disponibili per l'adsorbimento, migliorandone l'efficienza, ma questo porterebbe al rischio di agglomerazione delle particelle, con conseguente diminuzione di area superficiale e siti attivi. Quindi l'aumento di concentrazione dell'adsorbitore risulta benefico solo fino ad un certo valore limite.

### Recupero dei nanoadsorbitori
Una volta concentrati sulla superficie dei nanoadsorbitori, i contaminanti possono essere rimossi dall'acqua trattata insieme a questi. Tuttavia, la rimozione delle nanoparticelle dalla soluzione spesso risulta una procedura complessa; può avvenire tramite filtrazione dopo aver provocato l'agglomerazione delle stesse, ma attualmente ci si sta muovendo sempre di più verso l'utilizzo di nanoparticelle magnetiche che possano essere facilmente rimosse dalla soluzione applicando un campo magnetico esterno. Rimane problematica anche la possibilità di separare le sostanze adsorbite dai nanoadsorbitori, in modo da poterli rigenerare e riutilizzare. Sono stati sviluppati diversi metodi che includono trattamenti termici e amalgamazione oppure l'utilizzo di alcali, agenti chelanti e acidi, ma ci sono molti vincoli da prendere in considerazione, perché le sostanze utilizzabili devono essere anche economicamente convenienti, eco-sostenibili e non devono intaccare la struttura dei nanomateriali. Anche i nanoadsorbenti stessi possono essere funzionalizzati allo scopo di rendere il processo di de-adsorbimento più semplice e ottenere un elevato potenziale di rigenerazione.

## Nanoparticelle metalliche
Buona parte dei metalli utilizzati in ambito industriale possono venir prodotti sotto forma di nanoparticelle. Tra quelli comunemente utilizzati a questo scopo vi sono l'alluminio, il cadmio, il cobalto, l'oro, il rame, il ferro, il piombo, l'argento e lo zinco.
Le nanoparticelle metalliche si possono produrre con metodi bottom-up oppure top-down. Nei primi rientrano:
1. La tecnica sol-gel, che richiede di partire da precursori chimici in soluzione agitata a cui segue un processo di separazione di fase per ottenere le nanoparticelle. Alcuni esempi di precursori possono essere l'acido cloroaurico oppure il nitrato d'argento per la sintesi di nanoparticelle del rispettivo metallo;
2. La deposizione chimica da vapore, la quale si basa sulla deposizione di un film sottile conseguente ad una reazione tra reagenti gassosi. Ha il vantaggio di fornire prodotti puri, uniformi e resistenti, ma richiede attrezzatura costosa;
3. La pirolisi, che è il procedimento più usato industrialmente e prevede la combustione ad alta pressione di un precursore liquido o gassoso.

Alternativamente, le tecnologie di tipo distruttivo comprendono:
1. L'applicazione di sforzi meccanici attraverso l'uso di mulini, che viene ampiamente utilizzata in ambito industriale;
2. La nanolitografia, la quale prevede un processo di stampaggio o rimozione selettiva di materiale attraverso l'uso di una maschera. Tale metodologia permette di ricreare esattamente forma e dimensioni desiderate, però ha il grande problema di avere costi importanti;
3. L'ablazione laser, in cui le nanoparticelle si formano a partire da plasma generato incidendo con laser del metallo immerso in apposito liquido.

Successivamente alla loro produzione, le nanoparticelle si possono funzionalizzare in diversi modi per definirne in maniera precisa la struttura e poterne aumentare la selettività rispetto ai composti target. Ad esempio, è noto che in una produzione di tipo sol-gel è necessaria la presenza di un agente cappante per evitare l'aggregazione spontanea delle nanoparticelle ed esso può fungere anche da composto funzionalizzante a seconda dei casi specifici. In base alla struttura chimica che si desidera far adsorbire alla nanoparticella, la copertura può venir fatta con composti organici di vario genere, ossidi metallici e altri metalli.

### Proprietà e applicazioni
| Materiale | Proprietà                                           | Applicazioni                                                 |
| --------- | --------------------------------------------------- | ------------------------------------------------------------ |
| Alluminio | Sensibile a calore e luce                           | Usato in particelle bimetalliche per la rimozione di cromo   |
| Alluminio | Alta reattività e area superficiale                 | Usato per la rimozione di mercurio                           |
| Argento   | Azione antibatterica e disinfettante, citotossicità | Nanofili con applicazioni catalitiche                        |
| Argento   | Interagisce con la luce                             | Trattamento di acqua contaminate da microorganismi           |
| Argento   | Produce stress ossidativo negli organismi viventi   | Creazione di nanoparticelle composite e core-shell           |
| Ferro     | Alta reattività e buone proprietà magnetiche        | Trattamento di metalli pesanti e composti organici clorurati |
| Ferro     | Sensibile ad ossigeno e acqua                       | Nanoparticelle bimetalliche e trimetalliche                  |
| Ferro     | Potenziale agente di riduzione o ossidazione        | Degradazione redox di composti organici e inorganici         |
| Oro       | Alta reattività                                     | Ricoperte di palladio per la catalisi di acqua di falda      |
| Oro       | Interagisce con la luce                             | Creazione di nanoparticelle composite e core-shell           |
| Oro       | Usato per la rimozione di mercurio                  |                                                              |
| Rame      | Elevata duttilità                                   | Additivo in particelle di ferro zerovalente                  |
| Rame      | Elevata conducibilità termica ed elettrica          | Rimozione di nitrati e mercurio                              |
| Zinco     | Effetto filtro per i raggi UV                       | Associato ad altri elementi in nanoparticelle magnetiche     |
| Zinco     | Azione antibatterica, antifungina e anticorrosiva   | Nanoparticelle di zinco zerovalente atte alla dealogenazione |
| Zinco     | Elevato potenziale standard di riduzione            |                                                              |

Gli elementi metallici vengono principalmente sfruttati come donatori neutri di elettroni per promuovere l'ossido-riduzione dei contaminanti mirati. Questa è solo una delle possibili applicazioni, a cui viene affiancata la possibilità di svolgere fotocatalisi, la formazione di particelle magnetiche, la decontaminazione da microrganismi e molti altri. Uno dei loro principali svantaggi è il costo relativamente alto rispetto ad altre soluzioni. Inoltre, rimane aperta la questione riguardante la possibile tossicità dei prodotti chimici usati per la loro formulazione e di alcuni sottoprodotti conseguenti alla degradazione dei composti target da parte delle nanoparticelle metalliche.

### Nanoparticelle bimetalliche
La struttura delle nanoparticelle bimetalliche prevede la presenza di due materiali metallici allo scopo di migliorarne le proprietà ottiche, elettroniche, catalitiche e magnetiche rispetto alle loro corrispondenti particelle monometalliche. Inoltre, le nanoparticelle bimetalliche hanno dimostrato maggior stabilità e minor tendenza all'aggregazione rispetto alla controparte monometallica.
Nella fase di sintesi di queste nanoparticelle, i fattori a cui bisogna prestare maggiore attenzione sono le cinetiche di nucleazione e crescita e l'omogeneità di composizione. Infatti, il primo di questi fattori sarà determinante per la distribuzione granulometrica del prodotto ottenuto mentre il secondo ne determina la maggior parte delle proprietà chimico-fisiche. Nella formazione di queste nanoparticelle, bisogna prendere in considerazione la differenza tra i due parametri reticolari e la distribuzione dei potenziali elettronici per poter ottenere dei risultati ottimali. Alcuni esempi di procedimenti chimici per la sintesi consistono in:
1. Co-riduzione di precursori metallici fino all'ottenimento di ioni zero valenti che danno origine a nucleazione ;
2. Decomposizione termica dei precursori in ioni metallici e successiva nucleazione a temperature minori ed in presenza di agente cappante ;
3. Sostituzione galvanica attraverso processi elettrochimici.

La scelta dei metalli da incorporare nelle nanoparticelle ne determina le proprietà finali. I metalli di transizione quali oro, argento e rame hanno dimostrato ampie proprietà catalitiche nei confronti di reazioni inorganiche, mentre molte tipologie di nanoparticelle bimetalliche contenenti palladio, argento e nichel hanno dimostrato efficacia catalitica nei confronti di diversi composti organici. Un esempio applicativo per questa categoria di nanoparticelle catalitiche è il trattamento di acque reflue e falde acquifere. Infatti, solitamente queste ultime hanno una locazione che rende difficoltoso l'utilizzo delle tecniche tradizionali. Infine, le nanoparticelle bimetalliche presentano elevata stabilità e possibilità di riutilizzo, che sono caratteristiche particolarmente desiderabili in campo ambientale.

### Nanoparticelle di ferro zerovalente
In ambito di nanoremediation, le nanoparticelle di ferro zerovalente hanno conquistato buona parte del territorio della ricerca al giorno d'oggi. Inoltre, alcune soluzioni basate su questa tecnologia sono anche disponibili sul mercato. Infatti, esse hanno il vantaggio di risultare molto più efficaci rispetto ad altri metodi a parità di costo. Grazie alle loro proprietà, come l'elevata velocità di degradazione dei contaminanti e l'alto potere riducente, le nanoparticelle di ferro zerovalente sono ottimali contro una gran quantità di composti ritenuti dannosi sia per i terreni che per le acque.
La produzione di ferro zerovalente avviene tramite la riduzione di Fe (II) o Fe (III). I possibili agenti riducenti sono molteplici, ma in ambito industriale si predilige la riduzione in fase gassosa di ossido di ferro tramite idrogeno. Viceversa, a livello di laboratorio a tal fine è molto utilizzato l'anione tetraidruroborato. Le nanoparticelle prodotte sono di tipo core-shell, dove la parte più interna è costituita da ferro zerovalente, che viene ricoperto da un sottile strato di ossido o idrossido di ferro a seconda delle condizioni di lavoro. Ovviamente, la natura di questo strato influisce sulle performance della nanoparticella. La shell esterna ha il compito di adsorbire il composto target, mentre il core funge da donatore di elettroni e promuove l'ossidoriduzione dello stesso. Le capacità di adsorbimento vengono promosse dalla nanoscala, che permette di aumentare l'area superficiale. Tra i contaminanti spesso trattati vi sono i metalli pesanti, pesticidi, composti organici di vario tipo e composti clorurati. Inoltre, lo strato più esterno svolge il ruolo anche di ricopertura passivante, poiché, data l'elevata reattività del ferro zerovalente, vi può essere il rischio di auto-innesco di reazioni indesiderate e particolarmente esotermiche. Questa passivazione permette di ridurre le cinetiche di reazione e rallentare eventuali fenomeni pericolosi. La reattività complessiva del ferro zerovalente è data dal fenomeno di corrosione, ovvero di ossidazione, conseguente al contatto con ossigeno e acqua, che lo riporta allo stato di Fe (II) oppure Fe (III). Questi ultimi sono degli stati più energeticamente stabili e quindi favoriti dall'elemento. Una delle possibili reazioni di ossidazione è schematizzata nel modo seguente:  Fe0+2 H2O → 2 FeOH + H2
Queste nanoparticelle possono presentare delle varianti a seconda dei diversi agenti cappanti che vi si desidera aggiungere durante la produzione. Inoltre, vi possono venir associati altri metalli; in particolare si studia l'effetto conseguente all'aggiunta di palladio. Molto studiate sono anche le modalità per prolungare i tempi di utilizzo della singola particella, che dopo esser stata completamente ossidata non è più in grado di svolgere il suo compito; un esempio è l'aggiunta di zolfo per limitare le reazioni secondarie delle nanoparticelle con l'acqua. Le possibili modifiche superficiali per ridurre la reattività del singolo ferro zerovalente prevedono l'aggiunta di polimeri come agenti cappanti oppure la creazione di nanoparticelle bimetalliche, in cui spesso la shell è formata da metalli nobili. In quest'ultimo caso, si riesce a combinare anche la capacità di svolgere idrogenazione catalitica dei metalli nobili con la già presente reattività del ferro. Altre possibilità sono costituite da particelle bimetalliche in cui il ferro è associato ad argento, platino, oro, rame o nichel.
Le maggiori applicazioni di questa tecnologia si trovano in ambito di trattamenti del suolo e delle acque, che comprendono decontaminazioni da diverse sostanze, tra cui gli sversamenti di petrolio, e la depurazione delle acque reflue e di falde acquifere. L'immissione spesso viene effettuata sotto forma di soluzione colloidale. Nei trattamenti da svolgere in situ, un'importante proprietà richiesta è la mobilità della nanoparticella nell'ambiente, in modo da permettere la copertura della maggior area possibile. Le nanoparticelle di ferro zerovalente preso da solo presentano una scarsa mobilità nell'ambiente a causa dei moti browniani presenti allo stato colloidale e alle possibili interazioni con il terreno stesso. Quindi, esse devono venir munite di apposito coating per promuoverne il moto ai fini di evitare l'accumulo localizzato e la limitazione del possibile raggio d'azione. Tra le ricoperture che incentivano questa proprietà, vengono riproposti nuovamente i metalli. Nonostante queste problematiche, paragonandole ad altre tecniche in-situ utilizzate, esse risultano produrre un minor numero di scarti potenzialmente dannosi. Per ridurre l'impatto ambientale del totale ciclo di vita delle nanoparticelle di ferro zerovalente, è possibile produrle a partire da prodotti naturali, come estratti di diverse tipologie di foglie. A loro volta, questi ultimi andrebbero a costituire degli scarti e vi viene donata nuova utilità. D'altra parte, in alcune piante è stato osservato un accumulo eccessivo di queste nanoparticelle che ha portato a reazioni avverse, quindi sono ancora sotto osservazioni le possibili implicazioni ambientali negative di questa tecnica e la loro implicazione tossicologica, non conseguente ai prodotti di scarto ma alle nanoparticelle stesse. Le problematiche sorgono soprattutto nel caso in cui il trattamento in situ non preveda un recupero delle nanoparticelle dopo l'avvenuta reazione chimica. Infatti, data la scarsa mobilità di cui sopra, esse tendono facilmente ad accumularsi.

## Nanoparticelle di ossidi metallici
Le nanoparticelle di ossidi metallici hanno dimostrato elevate capacità di rimozione ottimale e affinità nei confronti dei metalli pesanti e organismi batterici. La morfologia elettronica di tali nanostrutture permette loro di esibire comportamenti da isolanti, semiconduttori o metalli a seconda della tipologia. Sono molteplici le possibilità di formazione di nanoparticelle di ossidi; le più comuni vengono riportate nella tabella di seguito. In generale, in ambito scientifico e di ricerca, sono state utilizzate nanoparticelle adsorbenti con ossidi di alluminio, cerio, silicio, titanio, magnesio, zinco, argento, rame, nichel, zirconio e stagno.
| Materiale          | Proprietà                                                                              | Applicazioni                                           |
| ------------------ | -------------------------------------------------------------------------------------- | ------------------------------------------------------ |
| Ossido di magnesio | Ottima rimozione di metalli pesanti e sostanze organiche                               | Eccellenti funzioni antibatteriche                     |
| Ossido di magnesio | Problematica la loro rimozione e l'uso a pH elevati                                    | Trattamento delle acque reflue                         |
| Ossido di magnesio | Alte proprietà di adsorbimento nei confronti di piombo e cadmio                        |                                                        |
| Ossido di ferro    | Diversi ossidi disponibili, magnetici e non                                            | Rimozione di metalli pesanti                           |
| Ossido di ferro    | Magnetite e maghemite si recuperano facilmente dall'ambiente                           | Rimozione di tinte e coloranti organici                |
| Ossido di ferro    | Elevate proprietà magnetiche e porosità                                                | Adsorbitori con diversi agenti di capping utilizzabili |
| Ossido di argento  | Magnetiche                                                                             | Attività antibatterica e antifungina di ampio spettro  |
| Ossido di argento  | Possono essere trasparenti                                                             | Fotocatalisi                                           |
| Ossido di zinco    | Band gap di 3,37 eV                                                                    | Ottima attività fotocatalitica                         |
| Ossido di zinco    | Non tossicità, basso costo e alte proprietà di adsorbimento nei confronti del mercurio | Azione antibatterica                                   |
| Ossido di zinco    | Struttura wurtzitica polarizzabile                                                     | Possibile inserimento in nanocompositi                 |
| Ossido di titanio  | Termo e fotostabilità e basso costo                                                    | Elevata attività fotocatalitica                        |
| Ossido di titanio  | Band gap di 3,2 eV e proprietà magnetiche                                              | Attività antibatterica e antifungina di ampio spettro  |
| Ossido di titanio  | Attivo contro molecole organiche e inorganiche                                         | Possibile realizzazione di membrane filtranti          |

Le tecniche di sintesi di tali nanoparticelle sono variabili a seconda dello specifico prodotto desiderato. Tra queste, vi sono deposizioni sia fisiche che chimiche, sol-gel, varie reazioni chimiche e metodi meccanici come i mulini a palle. Inoltre, la maggior parte può venir prodotta attraverso sintesi di tipo green.
In generale, l'adsorbimento superficiale da parte degli ossidi metallici si può ottenere tramite interazione elettrostatica, fenomeni dati dalla presenta dell'agente cappante e legami deboli che si generano all'interfaccia, come le forze di Van der Waals. Uno dei vantaggi che si presenta nell'utilizzo di nanoparticelle di questo tipo è che esse restano efficaci anche a basse temperature poiché i fenomeni di adsorbimento non vengono inibiti, contrariamente a quanto avviene per molte tecniche tradizionali. L'ultima novità in ambito di nanoparticelle di ossidi metallici è la realizzazione di nanostrutture con ossidi misti per migliorarne le proprietà e ottenere un maggior grado di decomposizione di alcuni degli inquinanti trattati.
Le proprietà magnetiche dimostrate da alcune delle nanoparticelle studiate incentivano la loro abilità di adsorbimento dei contaminanti, con un complessivo aumento dell'efficienza. In particolare, tale qualità risulta essere di elevata importanza in ambito di trattamento delle acque e permette una rimozione facilitata delle nanoparticelle dall'ambiente. Gli ossidi metallici magnetici più diffusi in questo ambito sono la magnetite e maghemite, che esibiscono ottime proprietà di assorbimento e rimozione dei metalli pesanti e possono venir facilmente recuperate dall'ambiente applicandovi un campo magnetico esterno. Inoltre, la separazione per via magnetica si ritiene un processo a basso costo rispetto ad altre tecnologie utilizzate, come la filtrazione con membrana. L'apposizione di agenti cappanti sulla loro superficie è fondamentale per ridurne le problematiche di aggregazione in seguito a forze magnetiche. Tali facilitazioni in merito alla loro rimozione permettono di ridurre, in questo frangente, il rischio ambientale ancora in dubbio associato all'uso di nanoparticelle. D'altra parte, una delle problematiche osservate è la parziale perdita di capacità di adsorbimento dell'analita dopo un certo numero di cicli di riutilizzo. Quindi, si rendono necessarie ulteriori ricerche nell'ambito della rigenerazione di nanostrutture esauste.

### Nanoparticelle fotocatalitiche
La fotocatalisi è un fenomeno di degradazione ossidativa degli inquinanti che coinvolge l'uso di radiazione solare. Uno dei suoi maggiori pregi consta nello sfruttamento di un'energia che è completamente rinnovabile. Inoltre, viene garantita una elevata efficienza di degradazione e la produzione di scarti non pericolosi, principalmente acqua e anidride carbonica. Le nanoparticelle fotocatalitiche possono essere costituite da diversi materiali, ma tra le opzioni più comuni vi sono:
- ossido di zinco (ZnO): è riconosciuto come materiale sicuro dalla Food and Drug Administration (FDA); inoltre, presenta basso costo ed elevato potenziale di riduzione. Il suo uso è possibile in forma di nanoparticelle, ma anche di nano-rods.
- biossido di titanio (TiO2): ha basso costo, elevata stabilità chimica, nessuna tossicità ed è largamente disponibile. La sua bassa selettività lo rende ottimo per la degradazione di un'ampia gamma di inquinanti.

Essi rientrano nella categoria dei semi-conduttori e hanno rispettivamente un band gap di 3.37 eV e 3.2 eV. Nelle strutture nanometriche, tale band gap viene influenzato dall'effetto di confinamento quantico e se ne ha un aumento, con conseguente maggior potenziale redox.
L'impatto della radiazione elettromagnetica su queste specie causa una separazione di carica interna, con formazione di lacune nella banda di valenza ed elettroni liberi nella banda di conduzione. A loro volta, entrambi possono reagire con le specie presenti, come acqua o ioni ossidrile, per dare origine alle specie reattive dell'ossigeno (ROS). Queste specie promuovo la catalisi di reazioni di degradazione che naturalmente avverrebbero con cinetiche molto lente. Il risultato finale è l'ossidazione di molti contaminanti, tra cui: microplastiche, tinture e coloranti, microrganismi e diverse tipologie di molecole organiche, che non sempre sono biodegradabili. Le principali applicazioni si trovano nell'ambito di purificazione delle acque, poiché questa tecnica permette di effettuare agevolmente trattamenti in situ.
Ulteriori nanoparticelle di ossidi metallici utilizzati a questo scopo sono l'allumina, la silice, l'ossido di cerio o di tungsteno, ma si studiano possibili applicazioni similari anche di altre nanoparticelle, come strutture carboniose, metalli o solfuri di metalli. I fattori che possono influenzare il fenomeno nel suo complesso sono molteplici e comprendono il pH, la percentuale di ossigeno presente e la tipologia di materiale utilizzato.
Una delle maggiori problematiche che inficia l'efficienza delle nanoparticelle fotocatalitiche è la ricombinazione di elettroni e lacune subito dopo la loro formazione, ovvero non tutti i fotoni che riescono ad indurre una separazione di carica nel materiale avranno un vero e proprio effetto nella formazione di ROS. D'altra parte, nonostante se ne voglia comunque migliorare il rendimento, la radiazione solare è una fonte sostenibile e inesauribile, quindi il numero di fotoni disponibili non è limitato. Per aumentare l'efficienza di alcune tipologie di nanoparticelle di ossidi sono state proposte delle aggiunte alla composizione di materiale metallico o ossidi di diversa natura.

## Nanoparticelle a base di carbonio
Negli ultimi anni, i nanomateriali a base di carbonio hanno acquisito sempre più importanza nell'ambito del risanamento ambientale, in particolare nella rimozione di contaminanti per adsorbimento, [fotocatalisi] o filtrazione con membrane. Rispetto al carbone attivo, usato spesso come adsorbitore, essi superano le difficoltà relative alla rimozione di contaminanti presenti in concentrazioni molto basse. Le loro potenzialità per lo sviluppo di nanoadsorbitori efficienti, sensibili e selettivi derivano da: elevata area superficiale e porosità, stabilità chimica, grande capacità di adsorbimento, cinetiche veloci, non tossicità, abbondanza e facilità di preparazione. Inoltre, rispetto ad altre nanostrutture inorganiche, essi possiedono proprietà fisiche, chimiche ed elettriche uniche, le quali sono fortemente legate alla conformazione strutturale del carbonio e quindi al suo stato di ibridazione. Tali proprietà possono essere migliorate grazie alla possibilità di funzionalizzare facilmente la superficie di questi nanosistemi con trattamenti fisici o chimici.
Attualmente, i nanoadsorbitori a base di carbonio più promettenti appartengono alle famiglie dei nanotubi, dei fullereni e del grafene. In base alla famiglia di appartenenza, le nanostrutture mostrano modalità differenti di interazione con le sostanze da adsorbire.
È stata dimostrata la loro efficacia nell'adsorbimento di una grande varietà di contaminanti, come ioni di metalli pesanti, composti farmaceutici, pesticidi, metalloidi, coloranti e altre sostanze organiche e inorganiche. La capacità di adsorbimento dipende dalla natura della sostanza adsorbita, dalle caratteristiche della soluzione e dalle proprietà dell'adsorbitore; in particolare dai gruppi funzionali presenti, dalla dimensione dei pori e dalla struttura. Nonostante le eccezionali proprietà, la loro applicazione è limitata dallo scarso volume di produzione, dal costo elevato e dal fatto che spesso necessitano di un mezzo di supporto o di una matrice.

### Nanotubi di carbonio
I nanotubi di carbonio possono concettualmente essere descritti come fogli di grafene arrotolati su sé stessi per formare una struttura tubolare con un diametro nanometrico e una lunghezza micrometrica. L'arrotolamento, e quindi la perdita di configurazione planare, causa una reibridizzazione degli orbitali sp2 del carbonio, portando ad un maggiore carattere sp3 rispetto al foglio originale; a confronto con i fullereni, che condividono la stessa conformazione esagonale del grafene, i nanotubi hanno una curvatura limitata ad una sola dimensione, e questo riduce l'energia di deformazione degli atomi di carbonio, con conseguente diminuzione della reattività e necessità di reagenti più forti.
Esistono due forme di nanotubi: 
- a parete singola (SWCNT): consistono di un solo strato di grafene arrotolato a formare un cilindro cavo, con un diametro da 0.3 a 3 nm. Solitamente, sono arrangiati in una configurazione esagonale e formano fasci di tubi allineati aventi una struttura eterogenea e porosa, i quali sono responsabili di una bassa dispersione nei solventi, sia polari che apolari. Mostrano migliori proprietà di adsorbimento per i contaminanti organici, come benzene e toluene, grazie alla maggiore area superficiale data dalla natura microporosa (larghezza pori < 2 nm). Sono più costosi, anche se hanno una purezza minore.
- a pareti multiple (MWCNT): sono formati da più cilindri concentrici a distanza di circa 0.34 nm, con un diametro complessivo che può superare anche i 50 nm. Di solito non sono organizzati in fasci e non esibiscono le proprietà metalliche dei nanotubi a parete singola, mostrando, invece, un comportamento da semiconduttore caratteristico della grafite bulk. Formano una struttura mesoporosa (larghezza pori tra i 2 e i 50 nm), di conseguenza hanno spesso un'area superficiale specifica minore dei nanotubi a parete singola.[38][36][13]

Le differenze relative alla morfologia del sistema, alle dimensioni dei pori e al volume totale di porosità portano a meccanismi diversi di adsorbimento per le due tipologie di nanotubi. La dimensione dei pori è direttamente correlata all'efficacia di adsorbimento di diverse specie: i gas vengono adsorbiti principalmente nei micropori, mentre molecole più grandi come i coloranti sintetici sono spesso trattenuti nei mesopori. I nanotubi a parete singola hanno sia una maggiore area superficiale, sia un maggiore volume totale di pori, mostrando un'efficacia di adsorbimento particolarmente alta anche nei confronti di specie piccole, come gas e ioni inorganici; invece, per sostanze più grandi la resistenza alla diffusione è maggiore perché spesso non riescono a raggiungere la superficie interna dell'adsorbitore, quindi per queste è preferibile una struttura con pori più larghi.
I siti di adsorbimento all'interno dei fasci di nanotubi a parete singola si distinguono da quelli relativi agli stessi nanotubi isolati. Oltre che all'interno dei nanotubi con estremità aperte (considerati come pori), l'adsorbimento può avvenire in corrispondenza di altri tre siti: gli incavi nei punti di contatto tra tubi adiacenti; la superficie esterna dei nanotubi che formano il fascio; i canali interstiziali tra i tubi. In particolare, i canali interstiziali sono quelli con ottime potenzialità di adsorbimento nei confronti di molecole piccole, come i gas.Viceversa, i nanotubi a parete multipla non sono organizzati in fasci e i loro siti di adsorbimento sono la superficie esterna dei tubi, i nanotubi più interni della struttura concentrica e i pori che si formano quando i tubi si aggregano in modo sparso. Questi ultimi siti rivestono un ruolo significativo nell'adsorbimento di grandi contaminanti biologici, come batteri e virus.
In generale, le proprietà strutturali dei nanotubi di carbonio permettono forti interazioni non covalenti con le molecole organiche, come legami a idrogeno, legami π-π, forze elettrostatiche e di Van der Waals, interazioni idrofobiche. Inoltre, la morfologia dei nanotubi permette l'incorporazione di diversi gruppi funzionali, i quali aumentano la selettività e la stabilità del sistema. L'ancoraggio dei gruppi funzionali è possibile attraverso processi di funzionalizzazione o purificazione.
La purificazione chimica, o purificazione ossidativa, può alterare significativamente l'area superficiale, così come il volume e il diametro dei pori. Può essere svolta con soluzioni acide (HCl,HNO3, H2, SO4), composti basici (KOH,NH3) o composti gassosi (O2,CO2,O3). In base allo specifico processo di sintesi e di purificazione, possono venire introdotti diversi gruppi funzionali contenenti ossigeno (-OH,-C=O,-COOH) che aumentano la superficie idrofilica e influenzano positivamente la capacità di adsorbimento dei nanotubi, migliorandone la selettività. Tuttavia, ossidazioni troppo forti possono portare alla riduzione dell'area disponibile per l'adsorbimento, a causa del blocco dell'ingresso dei pori dovuto alla formazione dei gruppi funzionali contenenti ossigeno.
I metodi di sintesi dei nanotubi di carbonio sono diversi e rientrano generalmente in cinque tipologie: scarica ad arco di carbonio, ablazione laser, metodi idrotermici o sonochimici, elettrolisi e deposizione chimica in fase vapore (CVD). I primi due metodi sono stati i primi utilizzati per la produzione di entrambe le tipologie di nanotubi; sono basati sulla condensazione di atomi di carbonio gassosi, generati dall'evaporazione di carbonio solido. I limiti maggiori di questi processi sono dovuti all'elevato consumo di energia e alla necessità di attrezzature costose. La tecnica sonochimica o idrotermica ha dei vantaggi, come la facile preparazione dei materiali di partenza e la loro stabilità a temperatura ambiente; inoltre non sono necessari gas di trasporto. L'elettrolisi prevede la separazione di metalli alcalini o alcalino-terrosi dai propri sali, portata a termine su un catodo di grafite; successivamente si ha la formazione di nanotubi di carbonio a parete multipla grazie all'interazione tra i metalli depositati e il catodo. Il metodo elettrolitico ha diversi vantaggi: semplicità, possibilità di controllare il processo, basso consumo energetico, utilizzo di materie prime economiche, possibilità di regolare la struttura e la morfologia dei prodotti ottimizzando la composizione del bagno elettrolitico. Ad oggi, questi metodi sono stati quasi totalmente rimpiazzati dalle tecniche CVD a basse temperature (<800 °C), che riducono i costi di produzione e permettono maggiore controllo su orientazione, allineamento, lunghezza, diametro, purezza e densità dei nanotubi. A loro volta, queste tecniche si suddividono in diverse varianti: CVD catalitica (termica o al plasma), CVD assistita da ossigeno, CVD assistita da acqua ecc. Tra queste, la CVD catalitica è il metodo standard per la sintesi di nanotubi di carbonio; le proprietà finali delle nanostrutture prodotte dipendono da una serie di parametri operativi, quali temperatura, pressione, tipologia e concentrazione degli idrocarburi, tempo di reazione, natura del catalizzatore e del supporto.
L'applicazione di nanotubi di carbonio per il trattamento delle acque offre risultati promettenti e, dopo l'utilizzo, possono essere rigenerati chimicamente con NaOH, senza alterarne l'efficacia. Questa possibilità li rende più attraenti dal punto di vista economico, aumentando la loro applicazione su larga scala.

### Grafene
Il grafene è un materiale formato da un singolo strato bidimensionale di atomi di carbonio disposti a formare delle celle esagonali; ogni atomo di carbonio ha ibridazione sp2. All'interno della famiglia del grafene si trovano anche l'ossido di grafene e l'ossido di grafene ridotto, con caratteristiche morfologiche e chimiche distinte dal materiale primario. È stata ampiamente studiata la capacità di questi materiali di adsorbire, in soluzioni acquose, diverse sostanze pericolose come antibiotici, gas, metalli, composti organici volatili, composti fenolici, pesticidi, oli e coloranti.
Nel grafene primario l'adsorbimento avviene principalmente tramite forze di Van der Waals e interazioni π-π, ma molte applicazioni per il risanamento ambientale si basano piuttosto su grafene modificato. Infatti, la funzionalizzazione superficiale migliora la selettività e riduce l'aggregazione degli strati di grafene, aumentando l'area superficiale effettiva. Un esempio è l'ossido di grafene, sulla cui superficie sono presenti gruppi funzionali contenenti ossigeno, come acidi carbossilici e gruppi carbonilici (preferenzialmente disposti ai bordi dello strato) e gruppi epossidici e idrossilici (solitamente nel piano basale). Questi gruppi funzionali forniscono al materiale un'elevata densità di carica negativa, di conseguenza creano siti di adsorbimento ottimali per specie cationiche come alcuni ioni di metalli pesanti e diversi coloranti sintetici; per la rimozione di specie anioniche è, invece, necessaria un'ulteriore modifica superficiale con ossidi organici o metallici. Grazie alla struttura aromatica simile a quella del grafene primario, anche l'ossido è in grado di adsorbire composti organici come gli antibiotici.
I diversi metodi di produzione possono influenzare le proprietà superficiali di questi materiali. Per quanto riguarda il grafene primario, la fabbricazione può avvenire tramite metodi top-down o bottom-up. Le tecniche top-down si riferiscono tipicamente all'esfoliazione meccanica della grafite per ottenere un singolo strato di grafene o al più pochi strati; la grafite può anche essere inizialmente ossidata per produrre ossido di grafene e successivamente ridotta o esfoliata termicamente per produrre grafene. Sono gli approcci più economici e consentono di produrre grandi quantità di materiale, ma, a causa dell'introduzione di difetti durante l'esfoliazione, è molto difficile raggiungere una qualità elevata. Viceversa, con i metodi bottom-up è possibile produrre fogli monostrato di grafene privi di difetti e con eccezionali proprietà fisiche, ma i costi sono molto più elevati. Queste tecniche includono la crescita epitassiale e la deposizione chimica in fase vapore (CVD), che può essere anche “plasma-enhanced” (PE-CVD). L'area superficiale del prodotto finito risulta essere sempre minore del valore teorico, questo perché l'esfoliazione può essere incompleta, possono avvenire sovrapposizioni di strati a causa delle interazioni di Van der Waals oppure possono esserci corrugamenti e fogli arricciati.
L'ottenimento di fogli di grafene primario puri e individualmente isolati per applicazioni in larga scala è ancora complesso, mentre risultano molto promettenti le forme ossidate, più facilmente esfoliabili in soluzioni acquose. L'ossido di grafene può essere prodotto con diverse tecniche top-down proposte da Brodie, Staudenmaier e Hummer, le quali prevedono l'ossidazione della grafite con forti acidi ossidanti, come acido cloridrico o solforico, e la successiva esfoliazione. L'ossido di grafene ridotto viene sintetizzato attraverso una riduzione chimica con idrazina, boroidruro di sodio o idrochinone, oppure attraverso una riduzione termica a temperature tra i 300 e i 1100 °C. Con il processo di riduzione si ha una parziale deossigenazione, di conseguenza c'è una riduzione del carattere idrofilico del materiale, che spesso porta ad un'agglomerazione irreversibile. Morfologicamente, l'ossido di grafene ridotto presenta molti difetti, un alto grado di corrugamento e la rimanenza in superficie di alcuni gruppi funzionali contenenti ossigeno. Questi ultimi non sono però presenti in quantità tali da dare alla superficie un'elevata densità di carica negativa, quindi il materiale è un interessante candidato per l'adsorbimento di specie anioniche.

### Fullereni
I fullereni sono materiali zerodimensionali, costituiti da una struttura chiusa a gabbia formata da anelli pentagonali ed esagonali di atomi di carbonio. Questi ultimi hanno tipicamente un'ibridazione di tipo sp2, ma le strutture con meno anelli esagonali esibiscono un maggiore carattere sp3 e sono più tensionate e reattive. Un tipico fullerene è il Buckminsterfullerene o C60, un icosaedro composto da 12 anelli pentagonali e 20 anelli esagonali di atomi di carbonio. Il comportamento chimico di questa molecola è intermedio tra quello di un di una molecola aromatica e quello di un alchene lineare; c'è un bilanciamento tra stabilità e reattività, dato principalmente dalla simmetria e dalla conformazione dei legami.
Queste strutture hanno forti interazioni con gli inquinanti organici grazie alla presenza sulla superficie di elettroni π. Nei cluster di fullereni ci sono tre siti di adsorbimento specifici: la superficie dei singoli fullereni, gli incavi formati dal contatto tra fullereni adiacenti e gli spazi interstiziali.
Così come gli altri materiali a base di carbonio, anche i fullereni possono subire trattamenti di funzionalizzazione superficiale. Questi possono, ad esempio, migliorare la solubilità e ridurre l'aggregazione di queste molecole idrofobiche, oppure aumentarne l'area superficiale.
I fullereni possono essere sintetizzati tramite ablazione laser, vaporizzazione del carbonio, riscaldamento ad alte temperature di barre di grafite, scarica ad arco tra elettrodi di grafite. A seconda del metodo di sintesi, l'area superficiale specifica di queste nanostrutture può variare.

### Nanoparticelle ibride
Le nanoparticelle ibride, costituite da due o più nanomateriali di natura chimica o dimensionalità diversa, sono strutture multifunzionali le cui proprietà possono essere opportunamente modulate. Per i sistemi a base di carbonio, le due classi principali di nanoibridi sono le particelle C-C e quelle C-metallo. Le prime includono la combinazione delle tre maggiori nanostrutture del carbonio, cioè fullereni (0D), nanotubi (1D) e grafene (2D). Le forme cave dei fullereni e dei nanotubi offrono vantaggi unici per la produzione di strutture particolari:
- endoedriche, costituite ad esempio da fullereni incapsulati in un nanotubo di carbonio a parete singola (“nano- peapods”) o da fullereni concentrici (“nano-onions”);
- esoedriche, ad esempio i cosiddetti “nano-buds”, cioè fullereni legati covalentemente alla superficie esterna di un nanotubo a parete singola.

L'ibridazione di questi nanomateriali a base di carbonio consente di ottenere migliori proprietà, date dalla combinazione di quelle dei singoli componenti: il grafene ha grande stabilità termica e meccanica ed elevata reattività superficiale e conducibilità elettrica; i nanotubi presentano proprietà elettriche, meccaniche e ottiche uniche; i fullereni forniscono elevata densità elettronica e fotoattività. Inoltre, è possibile aumentare l'area superficiale dei singoli costituenti, portando ad una maggiore capacità di adsorbimento.
I nanoibridi C-metallo, invece, sono combinazioni di nanomateriali a base di carbonio con nanoparticelle di diversi metalli o ossidi di metalli. Possono essere sintetizzati seguendo quattro strategie:
- riempimento delle cavità interne di nanotubi e fullereni con nanoparticelle metalliche;
- attaccamento di nanoparticelle metalliche sulla superficie funzionalizzata di nanotubi;
- imposizione di nanoparticelle metalliche sulla superficie dei nanomateriali carboniosi, tramite processi sol-gel, idrotermici o aerosol;
- crescita in-situ di nanoparticelle metalliche sulla superficie dei nanomateriali a base di carbonio, attraverso reazioni elettrochimiche.

La combinazione di nanostrutture grafitiche e metalliche dà luogo ad uniche e sinergiche proprietà elettriche, ottiche, meccaniche, catalitiche e magnetiche; queste risultano utili in svariate applicazioni, tra cui quelle legate al monitoraggio e alla mitigazione dell'inquinamento ambientale. Le attività antibatteriche dell'argento e fotocatalitiche di ossidi metallici come TiO2 e ZnO vengono migliorate attraverso la combinazione con nanomateriali carboniosi, facilitando il loro utilizzo nel trattamento delle acque e in altre applicazioni di depurazione e detossificazione. Per il TiO2, in particolare, si è visto anche un miglioramento dell'attività fotocatalitica sotto luce visibile, grazie alla riduzione del band gap energetico.
Sono tuttora in corso diversi studi per comprendere a pieno le proprietà dei nanoibridi, perché la combinazione di diversi materiali altera anche la stabilità delle nanoparticelle, la loro risposta meccanica e i comportamenti relativi all'aggregazione e al trasporto. Ad esempio, l'incapsulazione di fullereni all'interno di nanotubi può portare all'aumento della resistenza meccanica e della rigidezza di questi ultimi; i fullereni legati in configurazione esoedrica sulla superficie di grafene o nanotubi possono avere una deformazione maggiore durante il trasporto attraverso mezzi porosi. Ciò rende necessari anche ulteriori studi sulle implicazioni ambientali, perché le interazioni di queste nanoparticelle con l'ambiente possono essere imprevedibili e anche il loro livello di tossicità potrebbe essere alterato rispetto ai singoli costituenti.

## Nanocompositi a matrice polimerica
I nanoadsorbitori presentano caratteristiche che li rendono vantaggiosi nell'ambito del risanamento ambientale, ma allo stesso tempo possono essere poco stabili ed andare incontro a fenomeni di aggregazione, che ne limitano l'utilizzo. Un modo per risolvere tali problematiche è l'impiego di un materiale ospite, che serva da matrice o da supporto per le nanoparticelle. A questo scopo, i materiali più usati sono quelli a base polimerica: la creazione di nanocompositi impartisce ai sistemi maggiore stabilità chimica e termica e migliori performance meccaniche, oltre ad aumentarne la durabilità. Inoltre, l'esposizione diretta delle nanoparticelle in mezzi acidi o basi viene evitata, i gruppi funzionali presenti sulla superficie delle catene polimeriche aumentano l'abilità di complessazione degli inquinanti, il tasso di agglomerazione viene ridotto e la produzione di questi sistemi risulta facilitata.
Nei nanocompositi a matrice polimerica, le nanoparticelle possono essere disperse all'interno del materiale ospite o possono costituire un rivestimento superficiale. Solitamente si tratta di argille, silicati, cellulosa o materiali a base di carbonio, ed è possibile categorizzarle sulla base della morfologia: nanofogli, nanofibre, nanotubi ecc. Per quanto riguarda la matrice, i polimeri sintetici maggiormente utilizzati sono: polietilene (PE), polistirene (PS), polipropilene (PP), polietilene tereftalato (PET), polivinilcloruro (PVC), policarbonato (PC), alcool polivinilico (PVA), polimetilmetacrilato (PMMA), ecc.
Una grande varietà di nanocompositi può essere sintetizzata e ciò permette di avere molta flessibilità rispetto ad altre soluzioni. In particolare, è stata studiata la rimozione di metalli pesanti, contaminanti organici e coloranti.
Il principale metodo di sintesi dei nanocompositi è l'intercalazione, un approccio top-down basato sulla riduzione alla nanoscala delle dimensioni delle particelle riempitive. Può essere svolta con tecniche chimiche o meccaniche:
- polimerizzazione in-situ (metodo chimico): le nanoparticelle vengono disperse all'interno di una soluzione di monomeri e successivamente avviene la polimerizzazione grazie ad un iniziatore chimico o ad inneschi fisico-chimici. È importante la compatibilità tra la matrice polimerica e il riempitivo, che può essere migliorata regolando la temperatura e l'intensità di miscelazione oppure utilizzando riempitivi chimicamente modificati. La polimerizzazione può anche avvenire attraverso tecniche sol-gel;
- miscelazione diretta di polimeri e riempitivo nanometrico (metodo meccanico): è un approccio top-down basato sulla riduzione delle dimensioni del riempitivo attraverso il processo di miscelazione. Polimero e particelle vengono mescolati in un solvente oppure vengono combinati in assenza di solventi e al di sopra della temperatura di rammollimento del polimero; in questo caso la frantumazione alla nanoscala del riempitivo avviene grazie alle forze di taglio idrodinamiche indotte nella miscela polimerica. È il metodo più usato a livello industriale, anche se l'effettiva produzione su larga scala di questi nanomateriali ibridi è ancora una sfida.

Due caratteristiche importanti e desiderate nell'ambito delle nanotecnologie per il risanamento ambientale sono la non tossicità e la biodegradabilità. Per questo motivo sono stati studiati anche nanocompositi con matrici costituite da polimeri naturali, come: fibrina, xantano, acido ialuronico, collagene, alginati, pectina e chitosano.

## Nanoadsorbitori per rifiuti radioattivi
I radionuclidi interagiscono direttamente con la struttura biologica degli organismi, arrivando in alcuni casi a distruggerli anche se presenti in concentrazioni molto basse. Il loro tempo di decadimento estremamente alto, in combinazione con la momentanea mancanza di tecniche per la loro neutralizzazione, li rendono una tra le più gravi forme di inquinamento per svariati ecosistemi e forme di vita.
Le tecnologie nano offrono le migliori possibilità nella rimozione di questi inquinanti, soprattutto in ambiente acquoso dal momento in cui presentano non solo una maggior affinità con i radionuclidi in soluzione, ma anche una grande capacità di adsorbimento dovuta all’elevata superficie specifica. Quest’ultima può essere facilmente funzionalizzata per ottenere un adsorbimento e dunque una rimozione maggiormente selettiva.
Essendo l’adsorbimento un efficace mezzo per la rimozione e il trattamento di rifiuti radioattivi, gli adsorbitori impiegabili in questa applicazione dovrebbero rispettare quattro requisiti.
1. Elevata stabilità sotto stress chimico, termico, meccanico e alla radiazione
2. Adsorbimento irreversibile delle specie radioattive, per evitare un inquinamento secondario
3. Adsorbimento selettivo, siccome i radionuclidi sono spesso in basse concentrazioni rispetto alle altre specie non radioattive
4. Praticità e basso prezzo

### Composti a base di ossido di titanio
Questi composti sono noti per la loro stabilità alle radiazioni, agli agenti chimici e a condizioni termiche e meccaniche, inoltre, risultano estremamente promettenti grazie alle elevate prestazioni nella rimozione di cationi radioattivi da acque inquinanti tramite adsorbimento.

#### Nanofibre e nanotubi
L’ossido di titanio, oltre alla sua applicazione come nanoparticella, viene adoperato anche sotto forma di nanofibra e nanotubo (TNT), soprattutto per il trattamento di Cs+ e Sr2+.
Le nanofibre, disposte in fasci e prodotte attraverso sintesi alcalina, presentano capacità di adsorbimento anche in un sistema supposto in continuo senza che queste vengano rilasciate nell'ambiente. Inoltre, risultano ottimi adsorbitori di arsenico, seppur attualmente vi siano sistemi più efficaci ma che presentano sempre biossido di titanio al loro interno. A differenza di questi ultimi, la struttura fibrotica permette una separazione più semplice in quanto non dà aggregazione e metodi come filtrazione, sedimentazione o centrifugazione possono essere utilizzati per separarle dal medium acquoso.
Sempre sotto forma di fibre, la titania può essere inserita in miscela con scorie d’altoforno e cemento Portland per la stabilizzazione di alcuni rifiuti radioattivi che divengono quindi solidi.
Il costituente principale è la base cementizia che tipicamente viene adoperata nella stabilizzazione per via del suo costo contenuto, disponibilità, stabilità a lungo termine, buone proprietà meccaniche e chimiche, facilità di processazione e gestione, e stabilità sia termica che alle radiazioni. Con l’aggiunta di pochi punti percentuali di fibre il composito cementizio che si ottiene presenta in primis un incremento delle sue proprietà meccaniche, ma anche una maggior capacità di adsorbimento di inquinanti (nello specifico Cs+). Se alla miscela si aggiunge la scoria, che risulta comunque essere di base un rifiuto, le proprietà migliorano ulteriormente.
La solidificazione viene tipicamente utilizzata per rifiuti considerati di media attività, permettendone così una miglior gestione.
Rispetto alle semplici nanoparticelle, le fibre e i nanotubi di biossido di titanio presentano miglior capacità di scambio ionico, maggior stabilità, superficie specifica e volume, grazie alla loro struttura. In aggiunta, a seguito dell’adsorbimento del radionuclide passano da una struttura metastabile ad una cristallina, solidificando così in modo permanente l'inquinante all’interno.
È possibile adoperare i nanotubi anche in modo alternativo, ovvero disponendoli in modo ordinato per generare film sottili. Nello specifico è possibile impiegare nanotubi di titania anatasica ottenuti per ossidazione anodica di titanio metallico che presentano elevata superficie e la cui produzione risulta molto semplice. Questi possono venir impiegati per l’adsorbimento di uranio presente in acque contaminate dove la presenza di altre specie (come i carbonati con cui l’uranio forma complessi molto stabili), pH e concentrazione totale di nucleotide influisce sulle capacità d’adsorbimento del sistema.
Recenti risultano le nanofibre T3 (tri titanato di sodio) e i nanotubi T6 (esa titanato di sodio). I primi sono ottenuti da due processi di calcinazione che portano ad una fase stabile di Na2Ti6O13 a partire da strutture layer a zig-zag, dove gli ioni sodio si dispongono tra un layer e l'altro. I secondi presentano ioni Na+ all’interno della struttura cava. In entrambi i casi il meccanismo dietro il funzionamento di questi adsorbitori è la sostituzione dello ione sodio con i cationi radioattivi, scambio che porta ad una deformazione strutturale che intrappola questi ultimi all’interno del nanomateriale 1D. Nello specifico con T3, dopo lo scambio tra il sodio e l’inquinante (nello specifico Sr2+ o Ra2+), si ha una deformazione strutturale a causa del cambiamento delle interazioni elettrostatiche tra cationi e i layer di TiO6; questi presentano carica negativa, la quale porta all’intrappolamento dell'inquinante nella struttura, che quindi può venire dismessa in sicurezza. I T3 possono assumere anche disposizione tubolare, incrementando così la capacità di adsorbimento.
A differenza delle fibre, i nanotubi T6, seppur più selettivi, presentano un problema legato all’otturazione della cavità; ciò si verifica nel caso in cui lo scambio del sodio avvenisse con elementi che presentano diametri elevati. Questi potrebbero addirittura non poter passare all’interno del foro e quindi venir necessariamente adsorbiti solamente dai nanotubi deformati.
Su nanofibre e nanotubi di titania è possibile ancorare nanocristalli di ossido di argento, il quale risulta fissato saldamente sulla superficie grazie alla simil superficie cristallografica.

#### Nanocompositi
Vengono principalmente utilizzati per la rimozione dello iodio radioattivo 129I. Sebbene esso si trovi solo in piccola concentrazione negli effluenti nucleari, l’efficace cattura e stoccaggio dello iodio 129I risulta di fondamentale importanza per la sicurezza pubblica, a causa della sua lunga emivita (107 anni) e del suo coinvolgimento nei processi metabolici umani.
Per la rimozione dell'anione I- vengono utilizzati numerosi cationi, tra cui Cu+, Hg2+, Ag+ e Pb2+, così da formare precipitati o fasi scarsamente solubili con gli anioni I-, che poi vengono separati e smaltiti in modo sicuro. Tuttavia, questi composti presentavano basse capacità e dinamiche di adsorbimento a causa della piccola area superficiale specifica.
Per cercare di risolvere questo problema, i cationi Ag+ e Hg2+ sono stati depositati sulla superficie di zeoliti, ma nonostante ciò, questi adsorbitori soffrivano di una lenta cinetica di adsorbimento e quindi di una scarsa efficienza. Inoltre, è stata sollevata la preoccupazione per il possibile rilascio di specie radioattive qualora le particelle precipitate non si legassero solidamente al substrato di zeolite.
Studi recenti affermano come nanocristalli di Ag2O depositati con tecnica CVD sulla superficie esterna di nanotubi (T3NT) e nanofibre (T3NF) di titanato di sodio mostrino un’elevata capacità di adsorbimento, selettività e cinetica nella rimozione degli anioni radioattivi I- dalle acque reflue, il che è fondamentale per la gestione delle specie radioattive.
I nanomateriali di ossido di titanio hanno un'elevata capacità di adsorbimento e si stabilizzano in alcune condizioni estreme come radiazioni, alte temperature e acque acide, rendendoli potenziali contenitori di scorie nucleari per i cationi radioattivi. I nanocristalli di Ag2O attaccati sulla superficie esterna dei nanomateriali di titanato catturano facilmente e in grande proporzione gli ioni di iodio in soluzione.
Questi nanocristalli di Ag2O non si aggregano in modo casuale sulla superficie del substrato di titanato, ma sono saldamente ancorati attraverso interfacce stabili e coerenti tra Ag2O e ossido di titanio. Le due fasi, avendo una superficie cristallografica simile, formano un buon accoppiamento grazie alla condivisione degli atomi di ossigeno all'interfaccia.
Ciò assicura la massima esposizione di tutti i nanocristalli di Ag2O alla soluzione contaminata e quindi un'elevata efficienza di cattura degli ioni I-. Questo tipo di interfaccia è un requisito essenziale per l'applicazione pratica di materiali adsorbenti efficienti.
Si ottengono così nuovi nanocompositi, Ag2O -T3NT e Ag2O -T3NF, in cui i nanocristalli di Ag2O si ancorano saldamente alla superficie esterna delle nanostrutture di titanato.
I nanocristalli di Ag2O si espongono adeguatamente al fluido, ed i grandi vuoti tra i tubi o tra le fibre (da diversi a centinaia di nanometri), consentono il passaggio di un flusso elevato. Si ottiene così un'efficiente cattura degli ioni I- e una facile separazione dell'adsorbente dal fluido in seguito alla formazione di AgI-T3NT e AgI-T3NF.
Per ottenere il composito si vanno ad immergere i substrati di ossido di titanio all’interno di una soluzione acquosa contenente argento nitrato. Dopo una agitazione violenta, un risciacquo con acqua deionizzata e un’asciugatura in forno, si avrà la deposizione dei nanocristalli d’argento che, a seguito dell’adsorbimento, passano da una colorazione grigia ad una gialla.

### Nanoparticelle Magnetiche
Gli isotopi radioattivi 137Cs e 135Cs sono motivo di grande preoccupazione a causa degli effetti distruttivi sull'ambiente e sugli organismi viventi.
In generale, per la rimozione del cesio vengono utilizzate diverse tecniche come la precipitazione chimica, l'evaporazione e lo scambio ionico, dove quest’ultimo è il metodo più efficace per la gestione delle acque reflue radioattive. Tuttavia, in caso di rilascio su larga scala, l'adsorbimento risulta il più adatto grazie alla sua semplicità ed efficienza nel trattare grandi volumi.
Diversi adsorbenti di Cs con elevata specificità sono già stati ampiamente studiati, come zeoliti, calixarene, molibdofosfato di alluminio ed esacianoferrato di ferro.  Tuttavia, non possono essere facilmente utilizzati per adsorbire Cs in un ambiente aperto poiché non esiste un modo semplice per raccoglierli nuovamente una volta diffusi nell’ambiente.
Per ovviare a questa difficoltà e dunque agevolare la separazione, è possibile adoperare nanoparticelle magnetiche (MNP), come ad esempio l’ossido ferroso-ferrico (Fe3O4), funzionalizzate con NaCuHCF o con il blu di prussia PB, con il fine di agevolare la separazione magnetica come metodo conveniente per recuperare gli adsorbenti dall'acqua.

#### Blu di prussia
I nanoadsorbotori basati su nanoparticelle magnetiche (MNP) funzionalizzate con blu di prussia, vengono ampiamente utilizzati per l’elevata capacità di adsorbimento di cesio e la facilità di separazione magnetica. In particolare, il PB viene scelto come strato adsorbente per la sua specificità e la facile sintesi.
Il PB può essere prodotto con diversi metodi come ad esempio quello che sfrutta la reazione tra il sale degli ioni esacianoferrato (II) e il sale degli ioni ferrici per formare il precipitato PB, secondo la reazione:
FeCl₃ + K₄ [Fe(CN)₆] → 3KCl + KFe[Fe(CN)₆].
L’esacianoferrato ferrico di potassio KFe[Fe(CN)₆] così ottenuto, è noto come PB solubile colloidale.
Il PB insolubile, o Fe₄[Fe(CN)₆]₃ si forma invece secondo la reazione:
4FeCl₃ + 3K₄[Fe(CN)₆] → 12KCl + Fe₄[Fe(CN)₆]₃.
Le due forme sono preparate a partire dagli stessi reagenti chimici di partenza ma con rapporti diversi: un eccesso di esacianoferrato di potassio nei reagenti di partenza porta all’ottenimento di PB solubile colloidale, mentre un’abbondanza di ione ferrico porta alla formazione del PB insolubile.
Da notare che il PB colloidale solubile in realtà non si dissolve in soluzione, ma forma uno stato colloidale microcristallino molto fine nella soluzione. Ciò crea difficoltà per il suo utilizzo nella filtrazione su membrana o colonna poiché le particelle microcristalline tendono ad ostruire i pori del filtro e ridurne la portata.
Per rivestire la superficie delle nanoparticelle magnetiche con il blu di prussia, è possibile far reagire gli ioni esacianoferrato (II) con gli ioni ferrici in presenza delle prime, che fungono da sito di nucleazione. Tuttavia, la resa di questo processo è bassa poiché si può formare anche PB puro, che di conseguenza non andrà a rivestire le nanoparticelle magnetiche.
Per migliorare il rivestimento, questa reazione viene eseguita in condizioni acide, poiché i siti di Fe³⁺ vengono creati preferenzialmente sulla superficie delle MNP che possono reagire con gli ioni esacianoferrato vicini nella soluzione formando così il rivestimento.
A causa dell'eccesso di esacianoferrato nella soluzione sulla superficie degli ioni Fe³⁺, il PB che si ottiene risulta essere nella forma solubile colloidale.
Un altro metodo prevede di rivestire il blu di Prussia solubile sulla superficie di una nanoparticella di ossido di ferro rivestita di poli diallil dimetil ammonio cloruro (PDDA).
Attraverso questo metodo è possibile far reagire gli ioni esacianoferrato (II) con gli ioni ferrici in presenza di nanoparticelle di ossido di ferro PDDA che fungono da siti di nucleazione per il precipitato di rivestimento.
Questi nano-adsorbenti magnetici a base di ossido di ferro rivestiti con blu di prussia, ottenuti tramite un semplice metodo di co-precipitazione e crescita, mostrano proprietà superparamagnetiche e possiedono un valore di magnetizzazione della saturazione sufficientemente elevato, che consente una facile separazione dell’adsorbente dopo il trattamento, utilizzando un semplice campo magnetico.
Grazie alla biocompatibilità del nucleo magnetico di ossido di ferro e alla bassa tossicità del PB (approvato dalla FDA per l'uso come farmaco per la decorporazione del Cs negli esseri umani), questi nano-adsorbenti sviluppati possono aprire la strada al trattamento su larga scala del cesio radioattivo (137Cs) nell’ambiente, anche perché possiedono un’eccellente efficienza nella rimozione controllata di quest’ultimo.

#### Esacianoferrato di Sodio-Rame
I complessi misti esacianoferrati HCF (II) dei metalli alcalini e di transizione hanno un'elevata selettività per l'adsorbimento del cesio. Tuttavia, non tutti i composti presentano le medesime caratteristiche; anzi, molti di essi hanno scarse proprietà meccaniche e sarebbero inadatti per applicazioni pratiche.
Come precedentemente illustrato, una delle più grandi problematiche, infatti, riguarda la forma in polvere degli esacianoferrati metallici, la quale ne limita l'uso diretto in ambienti aperti per via della difficoltà di separazione mediante centrifugazione o filtrazione dopo l'adsorbimento. Dunque, è necessario funzionalizzarli su nanoparticelle magnetiche.
L’incorporazione del NaCuHCF sulle particelle magnetiche avviene attraverso interazioni fisiche o elettrostatiche, utilizzando PEI-trimetossilpropilico modificato (PEI-silano) poiché aumenta la stabilità colloidale, anche in acqua di mare, ed evita il consumo dei gruppi amminici liberi nel PEI aumentando di fatto il contenuto di NaCuHCF nell'adsorbente.
Questi complessi (NaCuHCF-PEI-MNC) hanno mostrato un’elevata cinetica di adsorbimento e una rapida separazione magnetica, probabilmente attribuita alle ridotte dimensioni del NaCuHCF sulla superficie dell'adsorbente. Inoltre, il potenziale zeta presenta un valore tale per cui risulta facilitata la diffusione del Cs+ nel doppio strato elettrico della superficie, in un ampio intervallo di pH. Questi fattori confermano di fatto la loro praticità e l’utilizzo in una vasta gamma di ambienti.
Un metodo per la determinazione della selettività del Cs è l’utilizzo dei coefficienti di distribuzione (Kd, mL/g) per concentrazioni simili di cationi competitivi, come Na+, K+, Ca2+ e Mg2 +.
Il valore di Kd viene calcolato con la seguente equazione: Kd = (Co–Ce) / (Ce x V/m), dove:
- Co e Ce sono le concentrazioni iniziali e di equilibrio di ciascuno ione nella soluzione;

- V è il volume della soluzione;

- m è la massa dei NaCuHCF-PEI-MNCs

La buona corrispondenza tra il raggio di idratazione del Cs (3,25 Å) e la spaziatura reticolare regolare degli HCF metallici, rispetto ad altri cationi come K+ (3,3 Å), Na+ (3,6 Å), Ca2+ (4,1 Å) e Mg2+ (4,25 Å), dimostra come questi esacianoferrati possiedano un'eccellente selettività nei confronti del radionuclide.
Tra i vari ioni concorrenti, sodio e potassio risultano i più importanti poiché presenti in quantità elevata sia in acqua di mare che in acqua dolce. L'efficienza di rimozione del Cs diminuisce all'aumentare della concentrazione di questi, principalmente in presenza di K+ vista la vicinanza dei raggi di idratazione che porta questi ultimi a legarsi con l’adsorbitore metallico al posto del Cs.

### Criticità
I nano-adsorbitori, grazie alla loro forma, dimensione, funzionalità e proprietà superficiali uniche, si sono dimostrati un efficace mezzo per la rimozione selettiva di varie specie radioattive presenti nelle acque contaminate, impedendo al contempo ai radionuclidi di entrare e interagire con la biosfera.
Sebbene la capacità dei nanomateriali di rimuovere diversi tipi di radionuclidi dalle acque sia dimostrata da un'elevata capacità di adsorbimento e da un'auspicabile selettività, i loro costi di sintesi rispetto a quelli dei materiali di adsorbimento tradizionali, non sono così bassi come ci si aspetta. Però, grazie alle loro caratteristiche, un composito con materiali tradizionali e nanomateriali risulta essere una buona alternativa.
Inoltre, l'adsorbimento dei radionuclidi dipende da molti fattori, come le caratteristiche della superficie e la funzionalità dell'adsorbente. L'entità delle interazioni tra nanomateriali e radionuclide può anche variare in modo significativo con i tipi di nanomateriali a causa delle diverse proprietà chimiche intrinseche, vale a dire che per un dato nanomateriale e un radionuclide bersaglio è prevedibile un effetto combinato di varie azioni.
Ciò solleva a sua volta la necessità di sviluppare un potente sistema di modellazione per descrivere meglio i complessi comportamenti di adsorbimento dei nanomateriali radionuclidi.
Un’ulteriore sfida risulta essere la riduzione del volume e massa dei rifiuti radioattivi, poiché i nanomateriali utilizzati possono contribuire al loro aumento. In futuro, è altamente auspicabile l'adozione di metodi di sintesi ecologici di nanomateriali funzionalizzati per la decontaminazione dei rifiuti radioattivi, con condizioni di sintesi delicate e un minore uso di sostanze chimiche pericolose, riducendo al contempo i costi di produzione.